# Горянско движение
Вижте пояснителната страница за други значения на Горяни.
Горянското съпротивително движение или Горянството е въоръжена съпротива срещу установения в годините след Деветосептемврийския преврат комунистически режим в България, съществувала в България от 1945 до 1958 година. Участниците в това движение са наричани горяни и то е едно от първите и едно от най-продължителните съпротивителни движения срещу комунистически режим след края на Втората световна война.
Има публикувани документи от Държавна агенция „Архиви“ за активни горянски групи в Пазарджишка околия, Ямболска околия, Старозагорски окръг, Сливенска околия, Поповска околия, Русенски окръг, Пловдивски окръг, Казанлъшка околия, Кюстендилски окръг, Самоковска околия, Сапарева баня, Еленска околия, Асеновградска околия, Плевенски окръг, Разградска околия и други по-малки групи в отделни части на страната.

## Наименование
Заради това, че се укриват в горите, комунистическите и земеделските партизани преди 1944 г. биват наричани или партизани или шумкари, а антикомунистите в четите след 1945 г. (голяма част от тях – земеделци) – горяни. Значителна част от земеделците се присъединяват към съпротивата, а тези, които подкрепят комунистическата власт или не се решават да се разграничат от нея, след 1945 г. членуват в БЗНС, наричан от опозиционерите: БЗНС (казионен).

## Причини за възникване
Новоустановилият се комунистически режим, с помощта на Червената армия, налага терор и репресира опозиционно и реакционистки настроените към режима. До 5 октомври 1944 г. без съд и присъда, главно чрез централно организиран терор, са избити хиляди хора. Следва стихиен терор без реакция на властта до декември 1944 г. От 1946 година започва преследване и на коалиционните партньори в Отечествения фронт – земеделци, социалдемократи, членовете на политическия кръг „Звено“. Екзекутирани са дори политически ръководители и депутати. През 1946 г., за статиите „Нашата войска“ и „Защо ме изкушавате, лицемери“ социалдемократът Кръстьо Пастухов е осъден на 5 години затвор. През август 1949 г. той е удушен в затвора. Един от осъдените на смърт и екзекутирани през 1947 година е Никола Петков – лидерът на земеделците. Освен това властта действа за премахване на всички некомунистически партии. През 1947 година е забранена със закон БЗНС „Никола Петков“ и всичките ѝ лидери са арестувани. Последната опозиционна партия – Социалдемократическата (БРСДП (о)) е унищожена през 1948 година, като цялото и ръководство и парламентарна група са вкарани в затвори и концлагери. Политическите репресии са насочени и към селячеството и тяхната политическа организация като към основен извор на недоволство срещу комунистическото управление. През април 1948 г. земеделският лидер на БЗНС „Врабча-1“ Димитър Гичев е обвинен в съдействие за „организиране на въоръжени чети“ за борба срещу властта, даване нареждания за „организиране на саботажи“, в „разпространение на слухове“ и е осъден на доживотен затвор. В горянските движения освен изброените политически дейци се включват и бивши царски офицери, анархисти, малък брой комунисти-трайчокостовисти, бивши дейци на ВМРО, СБНЛ и други патриотични и националистически организации.
Колективизацията на земята и формирането на ТКЗС-та оставя земеделците и селяните, основно симпатизанти на БЗНС „Никола Петков“, без собствена земя за обработване. Устройството на ТКЗС е коренно различно от съществувалите кооперации и от западноевропейските кооперации: цялата земя е обща. Това означава, че селяните нито са собственици, нито имат парцели земя, които да обработват. Съществувалите дотогава кооперативи са премахнати. До 1944 година България е на второ място в света по развитие на кооперативното движение след Дания. Колективизирането се извършва насилствено, с различни форми на натиск и заплахи в т. ч. заплахи с убийство и други.

## Мотиви на горянството
Тези условия обуславят и целите на горянството. Горяните са:
- против диктатурата и терора
- против политическите репресии
- против насилственото отнемане на собствеността, в т.ч. и на земята
- против съветизацията на България
- за възвръщането на свободата, демокрацията и пазарната икономика като преди 1934 година

## Организация
Първоначално горянството възниква като бягство от терора и като невоенно нелегално движение. През пролетта на 1945 година се появяват първите горянски чети. До 1947 година са оцелели не по-малко от 5 горянски чети главно в балканските райони. През 1945 г. в България има 173 горяни. Числеността на горяните нараства след ликвидирането на легалната опозиция през 1947 година. През 1948 г. те са 780. В горянските чети участват както жертви на насилието, като бивши военни, полицаи и държавни служители, така и селяни, чието икономическо положение бързо се влошава от мерките на режима.
Горянството достига връх около 1950 – 1952 г. като реакция срещу политиката на насилствена колективизация на земята. Част от селяните се ориентират към въоръжена борба и като резултат в периода след 1949 – 1950 г. огромната част от горяните са земеделци. През 1950 г. четниците вече са 1520 души. През 1951 г. те достигат 3130 горяни. В организирането ги подпомагат най-малко 20 000 ятаци и горяни, занимаващи се с пропагандна дейност. По данни от документи всички чети са повече от 160. 28 от тях са големи, има и поединични участници. 52 чети влизат от чужбина и са съставени от емигранти. Средната продължителност на повечето от четите е 7 – 8 месеца. Всички горяни, преминали през четите за целия период, са между 5000 и 7000 – 8000 души. Съпротивата е най-силна в Южна България, особено в Сливенско, Старозагорско, Велинградско и в Пиринския край. Според други данни през периода 1949 – 1956 г. са унищожени 440 „банди“, в края на 1953 г., т.е. след масовия разгром все още съществуват 736 нелегални организации и групи, а заедно с неорганизираните групи вражеският контингент възлиза на 384 000 д.
Горянски отряди действат в много части на страната, като по-активни са в граничните райони, а във вътрешността на страната – в Старозагорско, Сливенско, Пловдивско и Плевенско.
Въоръжената антикомунистическа съпротива има свое задграничното радио „Горянин“, което излъчва емисии до 1962 г. Неговият девиз е „Гласът на българската съпротива“ и излъчва с два предавателя на различни честоти от околностите на Атина. То е заглушавано непрестанно от отделите за радиотехническа борба ДС, дори е планирано взривяването му от командоси на българските специални служби, но операцията не е проведена.

### Пиринска Македония
В Пиринска Македония съпротивата е най-силна през 1947 – 1948 г. Основната чета, начело с Герасим Тодоров, контролира по-голямата част от Светиврачка околия. Извършва походи и атаки чак до долината на Места – до Разложко и на юг – до Неврокопско, а също и към Горноджумайско. През 1948 година хиляди милиционери блокират голяма част от Северния Пирин. В Горноджумайска и в други околии е въведено двуседмично обсадно положение. Четниците са откъснати от ятаците си и са разбити. Обграден, на 31 март Герасим Тодоров се самоубива. Така е нанесен фатален удар на Пиринското горянство. Но, въпреки всичко, в края на 1948 година Борислав Атанасов и още няколко души от ВМРО преминават гръцко-българската граница и създават нелегална организация.

### Сливенско
Движението придобива максимален размах в периода 1950 – 1952 година. От Гърция предава Радио „Горянин“. В средата на 1951 година то излъчва съобщения, че в Сливенско се формира въстаническа армия. Като резултат, от различни краища на България се стичат хора към Сливенския край. Армия от 13 000 милиционери и войници блокира Сливенския Балкан. Най-голямата Сливенска чета от 106 души, начело с Георги Стоянов – Търпана, наричан Бенковски, е обкръжена от 6000 души армия. На 1 и 2 юни те водят сражение две денонощия, като накрая се измъкват от обкръжението и въпреки тежката битка, успяват да изнесат ранените; пленени почти няма. В боевете с превъзхождащия ги противник загиват над 40 горяни, но макар и ранен, командирът извежда четата и я спасява. Освен това известно е, че при това сражение милицията и армията са командвани от министъра на вътрешните работи Антон Югов, а в един бронетранспортьор, недалеч от гората, следи действията първият секретар на БКП Вълко Червенков. Но в края на 1951 г. Георги Стоянов – Търпана е пленен при акция на ДС, осъден и екзекутиран. Дори и без своя командир и въпреки жертвите, тази чета продължава борбата: през 1952 година се обединява с малки чети и други хора, достига до 156 души и отново започва да превзема села. Един от успехите на горянството е превземането на с. Раково, Сливенско за близо 3 дни (1952 година).
Около 15 горяни-парашутисти се приземяват в Казанлъшко и Ихтиманско. Те са подготвени в Гърция, Югославия и Франция.

### Североизточна България
Движението съществува дори и в равнинни области. Например в Добруджа има сравнително силно четничество, като за кратко време са превземани села. И в Русенско действа горянство, въпреки че в този район има само една по-голяма гора (край с. Писанец) и някои други гори край р. Русенски Лом. Лидер на русенските горяни е Цанко Иванов Цанков – Мечето, а идеолог – Цветана Попкоева – Цена, клетвата е написана от Тодор Цанев. Цанко Цанков е убит по време на акция на властта, а Цветана Попкоева е осъдена задочно, пленена и убита. Тодор Цанев оцелява след 11 години затвори и концлагери; той доживява до 1989 г.

### Северозападна България
В Северозападна България основен фактор за развитието на горянското движение е близостта на границата с Югославия, като то често е свързано с дейността на югославското Управление за държавна сигурност (УДБА). Още в първите години на режима през границата преминават отделни бежанци, но движението им се активизира през втората половина на 1949 година със засилването на натиска около колективизацията. Първоначално югославските власти предават тези бежанци в България, където те обикновено са съдени, но след време започват да въоръжават част от тях и да ги изпращат през границата, като част от противопоставянето между комунистическите режими в двете страни – подобна практика има и българската Държавна сигурност във Вардарска Македония.
Повечето бежанци са първоначално настанявани в лагер, организиран в мина край Лубница в Зайчарско, а впоследствие са прехвърлени в Ниш. Много емигранти, особено участвали в горянски групи, са изпращани на работа в държавно земеделско стопанство в Нови Бечей във Войводина, а някои в големия лагер „Герово“ край Загреб, където пристигат бежанци от цяла Източна Европа.
Първите горянски групи в Северозападна България започват да действат през пролетта на 1949 година – двама души в района на Струиндол, Вещица и Ошане, двама при Горни Лом и трима при Гюргич, които създават мрежа от ятаци и разпространяват проюгославски позиви. Преследвани от милицията, те успяват да преминат границата след престрелки, обединяват се в обща група и през следващата година продължават дейността си из Белоградчишко. По същото време в Кулско е активна друга група, която изпраща заплахи с убийство на местни комунистически дейци. Голяма популярност придобива горянската чета на Тодор Филипов от Бойница, която наброява 5 до 10 души и е поддържана от мрежа от над 100 ятаци. В района на Брегово през границата се прехвърлят позиви с балони, като някои от тях са печатани на влашки, а други се пренасят и разпространяват във Видин. През 1950 година трима войници от граничната застава в Стакевци се разбунтуват и след престрелка с няколко ранени преминават през границата.
Най-голяма активност горянското движение в Северозападна България придобива по време на „масовизацията“ на колективизацията, с която са свързани и Кулските събития от 1951 година. Във влашките села между Връв и Шишенци е активна групата на човек, останал известен с псевдонима му в Държавна сигурност – Юда. Той многократно извършва дръзки нападения, при които пребива на обществени места местни комунистически функционери, и подпомага преминаването на бежанци през границата. Групата му действа дълго време и придобива легендарна слава, като при различни престрелки няколко нейни членове са убити, както и двама войници и двама подофицери от Гранични войски. Членовете на семейството на Юда са подложени на насилия, но той така и не е заловен и по-късно се установява в Западна Германия.
През пролетта на 1951 година се сформира нова активна група от Макреш, повечето членове на която са доскорошни комунисти, а ръководителят ѝ Иван Монов преди това е комсомолски секретар в селото. На 25 срещу 26 март 1951 година тази група напада поделението на Трудови войски в Кладоруб, при което един офицер е убит, завзема селото и арестува местните комунистически функционери, след което се оттегля с престрелки през границата. Три дни по-късно групата напада граничното поделение в Раяновци, войници от което са участвали в предходните престрелки, като е убит един войник. Тези събития предизвикват паника в няколкото поделения на Трудови войски в района, където през следващите седмици редовно има инциденти с безпричинна стрелба. Опитвайки се да спре разрастващите се бягства в Югославия, Държавна сигурност увеличава мрежата си от агенти из селата, а режимът организира поредна пропагандна кампания.
В края на март 1951 година Държавна сигурност разкрива голяма горянска група в Старопатица, ръководена от Петко Конов. Част от участниците успяват да избягат в Югославия, а 14 души са арестувани. Те са съдени в Кула с голяма показност през октомври, а избягалите в Югославия планират акция по време на процеса, при която да ги освободят, но реализирането ѝ е осуетено от югославските власти. Шестима от арестуваните са осъдени на смърт, а другите осем – на 10 и повече години затвор.
Поредица от три други показни процеса срещу жители на Брегово, Балей, Връв и Ракитница са проведени във Видин и Враца. Те засягат конспиративна група, водена от Борис Чунов, но изглежда засягат и несвързани с нея хора, чиито семейства са подкрепяли опозицията преди нейната забрана. Арестувани са 60 души, от които са осъдени 42-ма, включително седем души на смърт.
На 10 ноември 1951 година горянска група, вероятно тази на Тодор Филипов, прави опит да взриви току-що завършената Водноелектрическа централа „Китка“ над Горни Лом, на чийто строеж масово са изпращани на принудителен труд противници на колективизацията. Обектът обаче е добре охраняван от Държавна сигурност и при последвалата престрелка четирима горяни са убити. По същото време друга група, водена от Вълчо Събин от Шишенци участва в поредица престрелки с властите, при които загиват петима горяни и четирима войници.
Горянското движение в Северозападна България отслабва след 1952 година и постепенно замира с успешното налагане на колективизацията и по-ефективните мерки за контрол на границата. Това се дължи и на смекчаването в отношенията между България и Югославия след смъртта на Сталин, като по двустранно споразумение от 1955 година на много бежанци е разрешено да се върнат мирно в България, а югославските власти разрешават на останалите да заминат на Запад.

## Оценки
Пасивната позиция на Запада по време на Берлинското въстание - 1953 г., Унгарското въстание - 1956 г. и Пражката пролет - 1968 г.  означава, че горянското движение е било обречено, но въпреки това, е много продължителна и упорита съпротива.
На 21 декември 2016 година президентът на България Росен Плевнелиев удостоява посмъртно 30 дейци на горянското движение с орден „За гражданска заслуга“ I степен за „изключително големи заслуги и усилия за укрепване на гражданското общество, за защита на човешките права и свободи и за съпротивата му срещу тоталитарния режим“. Удостоените са:
- Васил Иванов Златевски[20]
- Тодор Димитров Филипов[21]
- Стойчо Христов Караджов[22]
- Герасим Тодоров Николов[23]
- Христо Янчев Бузов[24]
- Иван Пенчев Тосев[25]
- Петър Димитров Дойков[26]
- Петко Маринов Китиков[27]
- Георги Иванов Комитов[28]
- Минчо Петков Михов[29]
- Атанас Иванов Баталов[30]
- Спас Тодоров Райкин[31]
- Стефан Димитров Генчев[32]
- Спас Асенов Иванов[33]
- Кольо Димитров Господинов[34]
- Цанко Иванов Цанков[35]
- Цветанка Стефанова Георгиева-Чолакова[36]
- Атанас Борисов Ваташки[37]
- Добри Христов Чапуков[38]
- Христо Пенчев[39]
- Пеньо Христов Михов[40]
- Георги Маринов Стоянов (Търпанов)[41]
- Кръстьо Иванов Хаджииванов[42]
- Стоян Хаджиев Денев[43]
- Стоян Янев Гергинов[44]
- Яни Стоянов Магриотов[45]
- Фаик Алиев[46]
- Сюлейман Адемов Палов[47]
- Али Рези Кехайов[48]
- Атем Гуйчов[49]